# Gatto thai

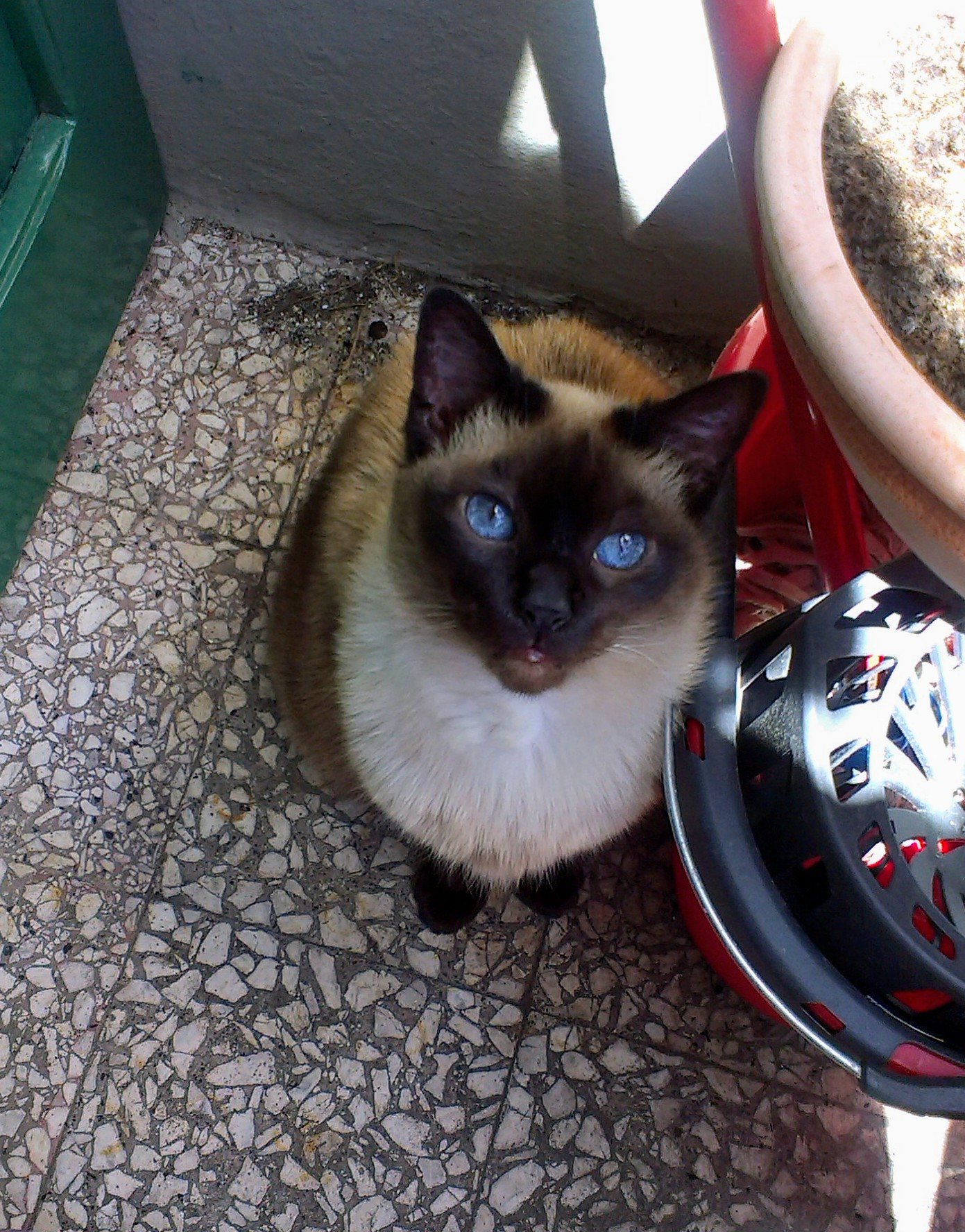
Thai Seal Point

Il gatto thai o siamese tradizionale (in thailandese วิเชียรมาศ; RTGS: Wichianmat [wí.tɕʰīan.mâːt] ) è una delle razze di gatto più antiche e conosciute. Rappresenta la morfologia tradizionale del gatto siamese, andata scomparendo a partire dagli anni Cinquanta e Sessanta del XX secolo, dove invece venne selezionato il siamese classico per arrivare all'odierno Siamese dalle linee estreme.

## La razza
Quando parliamo del thai inevitabilmente dobbiamo parlare anche del Siamese perché le origini di queste due razze sono esattamente le stesse. 
La selezione ebbe inizio grazie ad undici gatti importati verso il 1870 in Gran Bretagna dall'antico regno del Siam. Intorno agli anni cinquanta il siamese divenne uno dei gatti di razza più amati, questo, aggiunto alla moda di quel periodo, portò negli allevatori la voglia di enfatizzare le sue caratteristiche orientali portando la selezione verso soggetti decisamente più longilinei ed eleganti; è da questo momento in poi che la razza prese due direzioni ben distinte. Non tutti gli allevatori erano favorevoli a questo tipo di selezione quindi continuarono ad allevare gatti dalla morfologia naturale che tuttora ritroviamo nei gatti natii della Thailandia o nel vecchio tipo di siamese. 
Solo verso la fine degli anni ottanta un piccolo gruppo di allevatori fece richiesta presso la World Cat Federation (WCF) per il riconoscimento della razza. La razza fu inizialmente denominata  "crème caramel", primo esperimento tutto italiano, ma il nome fu presto abbandonato prediligendo la denominazione Thai, dopo il riconoscimento ufficiale del 1990. 
Il gatto fu chiamato THAI da Thailandia, il nuovo nome dell'antico regno del Siam.
Subito dopo anche in America l'iter di riconoscimento venne intrapreso presso la TICA, associazione di livello internazionale, seguirono il LOOF (libro genealogico Francese) e la Fife.

## Storia
Il gatto thai, il siamese tradizionale, ha certamente origine asiatica, ma non è stato possibile individuare la specie selvatica da cui discende. L'introduzione del thai, allora siamese, in Europa è abbastanza recente:  secondo alcune fonti, dei gatti Siamesi furono esposti alla prima esposizione felina tenutasi al Crystal Palace di Londra nel 1871, dove fu un vero insuccesso; vennero infatti descritti come un "innaturale incubo di gatto". Nel 1880 il re del Siam, l'attuale Thailandia, regalò due coppie di siamesi a Owen Gould, console generale inglese a Bangkok, che le portò a Londra. L'anno successivo i gatti fecero la loro apparizione ufficiale al Crystal Palace: al contrario della precedente apparizione questa fu un vero trionfo.
I gatti siamesi raggiunsero poi l'America nel 1890. I siamesi si rivelarono piuttosto delicati di salute. Inoltre, negli anni Venti, quando i Siamesi divennero di "moda", gli allevatori per soddisfare le incessanti richieste sfornarono tanti, troppi gattini, e la razza si indebolì a causa dei ripetuti accoppiamenti tra consanguinei, con l'aggiungersi poi, negli anni Quaranta, delle grandi guerre la razza rischiò l'estinzione. Negli anni Cinquanta le cose cambiarono: infatti la razza si modificò dando alla luce un nuovo standard del tutto diverso da quello precedente; ecco il "nuovo" Siamese con un corpo più snello, le orecchie più grandi e un muso più affilato. Oggi si potrebbe definire "Siamese moderno". 
La selezione continuò, fino ad arrivare all'attuale Siamese, dalle linee affusolate, estremizzate. Così si dimenticò il vecchio siamese che dovette lasciare il nome alla nuova razza. 
Nel 1988 fu fondato il WCF (World Cat Federation) e la presidente Mrs Anneliese Hackmann, durante una visita in Russia, vide che lì erano presenti molti siamesi con la morfologia del primo tipo di Siamese, ormai per tutte le altre federazioni, decisamente fuori standard.
Decise di salvare il primo tipo di siamese dall'estinzione, così in Russia per prima e poi in Europa censì questi antichi gatti rendendo loro i capostipiti di una nuova razza e diede loro il nome di Thai, come l'odierna terra di Siam che oggi si chiama Thailandia, il riconoscimento ufficiale è avvenuto in Russia nel 1990. 
L'obiettivo del Thai nel WCF è il primo tipo di Siamese, di fine 1800 e fino agli Anni Quaranta del Novecento. Di fatto questi gatti Siamesi interruppero la loro genealogia da Siamesi, pur mantenendola, per ripartire come Thai per salvarsi dall'estinzione.
In Italia alla fine degli Anni Novanta dello scorso secolo si stava facendo un percorso parallelo, dove erano stati scelti dei gatti colourpoint, dalla morfologia simile ai primi Siamesi e che vennero chiamati Creme Caramel. Quando in Italia, nel 1998, nelle esposizioni del WCF arrivarono dalla Russia e dalla Germania i primi Thai, il Creme Caramel venne messo da parte per continuare il percorso solo con la razza Thai. Da allora alcuni allevatori si sono impegnati a ricostruire nuove generazioni di Thai affinché non andasse perduto. 
Il 21 gennaio 2010, tre anni dopo essere stata introdotta come "razza preliminare", anche la TICA (The International Cat Association) annuncia l'avanzamento della razza e riconosce il Siamese tradizionale con il nome di Thai. 
La FIFE ha iniziato il percorso di riconoscimento del Thai nel 2015, attualmente è in fase di Championship. 
Altri circuiti felini, come la CFA, non riconoscono il thai come razza a sé.
L'obiettivo del Thai è il siamese tradizionale, così come era quando arrivò in Europa nei primi del 1900 fino alla seconda guerra mondiale. Di aspetto moderato e mai tozzo, ha un'inconfondibile eleganza tonica e armoniosa. Il Thai non deve essere frutto di ibridazioni, è importante che non ricordi né un gatto dalle fattezze europee, né un Siamese moderno.

## Aspetto fisico
- Corpo: Il corpo è di dimensioni medie e muscoloso, tuttavia snello ed elegante; né cobby né allungato. Le zampe sono di lunghezza media, arrotondate alle estremità. La coda è di lunghezza media, leggermente affusolata e termina appuntita.
- Testa: La testa ha la forma di un cuneo, di forma moderata, con contorni arrotondati. Il profilo è leggermente convesso, con un leggero avvallamento a livello degli occhi. Il mento e la mandibola sono forti, il muso è arrotondato.
- Orecchie: Le orecchie sono di medie dimensioni, ampie alla base, con le punte leggermente arrotondate e le basi ben distanziate.
- Occhi: A forma di limone, grandi ed espressivi. Possono essere solo di un colore: blu il più intenso possibile.
- Profilo: Dolce, una leggera curva concava a livello degli occhi.
- Pelo: Il pelo è corto e lucido, aderente al corpo; di tessitura setosa al tatto; non presenta sottopelo.
- Zampe: Lunghe e muscolose.
- Coda: Lunga, quanto la schiena, leggermente affusolata in punta.

Difetti:
1. Nodi alla coda.
2. Macchie bianche nei point.
3. Strabismo.
4. Coda mozza, mancante o uncinata.
5. Polidattilia.
6. Problemi mandibolari.

L'obiettivo dell'allevamento del Thai è il tradizionale tipo di Siamese. Ogni modifica dell'aspetto che potrebbe implicare un'ibridazione con razze estranee (ad esempio: mantello "lanoso", guance pronunciate, stop definito, profilo diritto, occhi rotondi) è indesiderabile e da considerarsi come un difetto importante, così come l'assomigliare a un Siamese attuale.

### Mantello e varietà di colori
Il pelo è corto e quasi senza sottopelo, fitto e lucido. Il thai è un gatto colourpoint, pertanto dovrà avere un netto contrasto tra il colore dei point e quello del corpo. Il point comprende: orecchie, mascherina, zampe, coda e testicoli nel maschio. Sono riconosciute e accettate tutte le varietà di colori tra le quali:
- Seal point (colore tradizionale);
- Blue point (la diluizione del seal);
- Chocolate point:
- Lilac point (la diluizione del chocolate);
- Red point;
- Cream point (la diluizione del red);
- Tutte le varietà in tortie;
- Tabby (esistono anche i tortie tabby point);
- Golden: la varietà Golden dona una sfumatura dorata, color albicocca, alla base del pelo. Può essere abbinata a tutte le varietà di colore. È una colorazione recessiva.

Sono riconosciute tutte le varietà di colore eccetto il bianco.

#### Colori tradizionali
- Seal point: È il colore più diffuso e anche il primo nella selezione. I point sono di colore molto scuro (marrone foca) e devono ben risaltare sulla tinta chiara di fondo che va dal colore avorio al crema/beige.
- Blue point: I point sono di tinta blu/grigio ben armonizzati con il bianco ghiaccio che copre il resto del mantello.
- Chocolate point: Il colore di: mascherina, orecchie, zampe, coda (point) è di color cacao, cioccolato al latte. I polpastrelli sono rosa antico mentre il mantello è avorio.
- Lilac point: I point sono color lilla/rosa e il mantello è color ghiaccio. Nelle prime selezioni il lilac point veniva chiamato frost point.

## Carattere
Il gatto thai è un gatto dolce e affettuoso; si lega in modo particolare a un membro della famiglia, talvolta diventando possessivo e morboso. Molto intelligente, chiacchierone, è anche chiamato il "gatto parlante" o "cane-gatto" per la fedeltà al quale si lega al suo umano eletto. Sono gatti molto intelligenti, sanno esprimere bene le loro opinioni e richiedere attenzioni o far comprendere le loro necessità. Spesso impara a essere portato al guinzaglio, ad andare in giro con il suo padrone anche in auto senza doverlo chiudere in un trasportino e a riportare oggetti e giochi come la pallina ed è molto bello/a da vedere.
Vive bene anche con altri animali, famiglie con o senza bambini e persone anziane. Ha una grande intelligenza emotiva, che con gli anni maturerà sempre più. Il thai dimostra il suo affetto in modo molto espansivo: è sempre in braccio, oppure acciambellato su qualcuno o sulle spalle, da cui domina meglio ogni situazione. La femmina è più "principessa" nel suo modo di ricercare le coccole, mentre il maschio è più viscerale; entrambi sono gatti giocherelloni e dinamici e molto coccoloni.
Il thai è un gatto che vive molto bene in appartamento, al sicuro dai pericoli esterni.

## Riproduzione
Le femmine dovrebbero attendere il secondo calore per la riproduzione, ovvero dopo il primo anno di età. I primi segnali della gravidanza si hanno con l'arrossamento dei capezzoli e sono e si palesano dopo il ventesimo giorno dalla fecondazione. L'aumento di peso è consequenziale al numero di gattini che nasceranno, in genere ogni gestazione il thai partorisce quattro o cinque gattini. Il periodo di gestazione dura circa due mesi, così come lo svezzamento dei cuccioli. Questi ultimi appena nati hanno le palpebre chiuse e le orecchie piegate.

## Galleria d'immagini

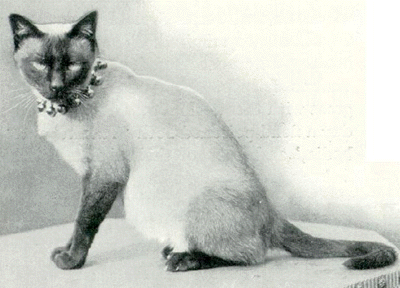
Cora, Siamese femmina di colore seal point (anno 1903) appartenente a Miss Armitage
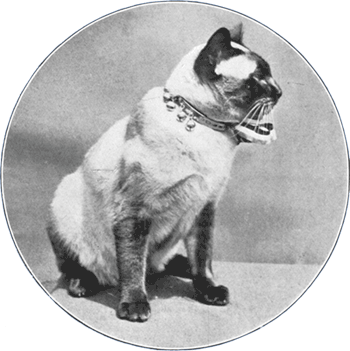
Mafeking, Siamese maschio di colore seal point (anno 1900), appartenente a Mrs. Vyvian
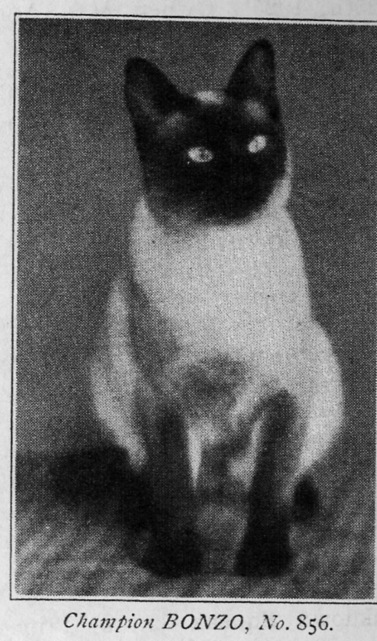
Champion Bonzo, maschio Siamese (anno 1903) dal libro The Book of The Cat di Francis Simpson
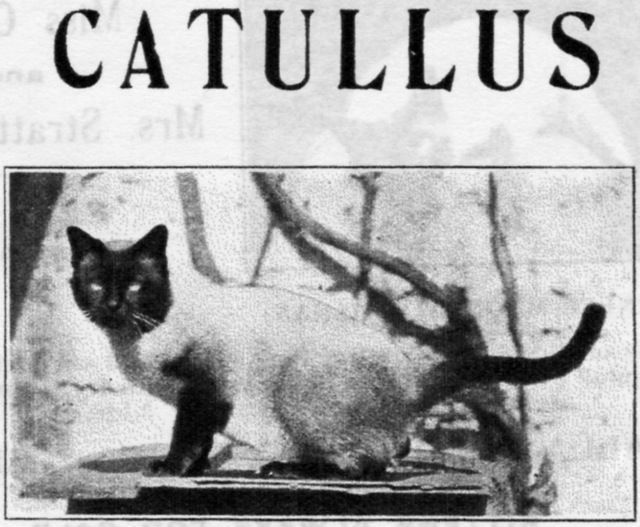
Catullus, maschio Siamese di colore seal point dei primi del 1900
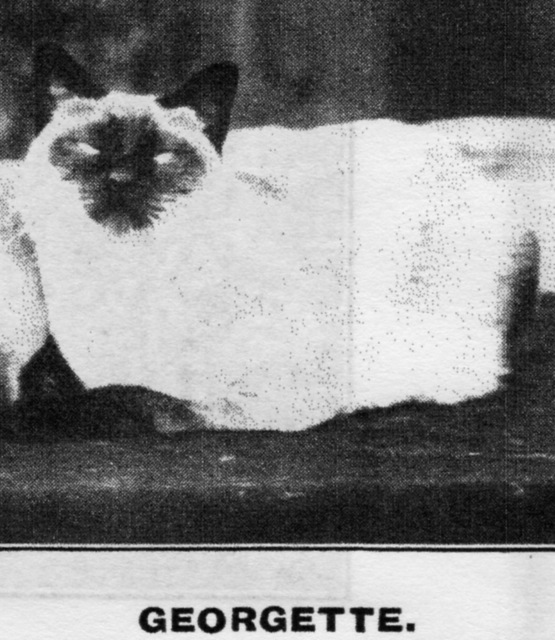
Georgette, femmina Siamese di colore seal point dei primi del 1900
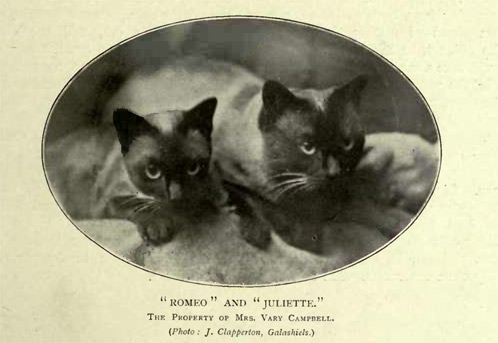
Romeo e Juliette di proprietà di Vary Campbell; gatti Siamesi dei primi del Novecento di colore seal point
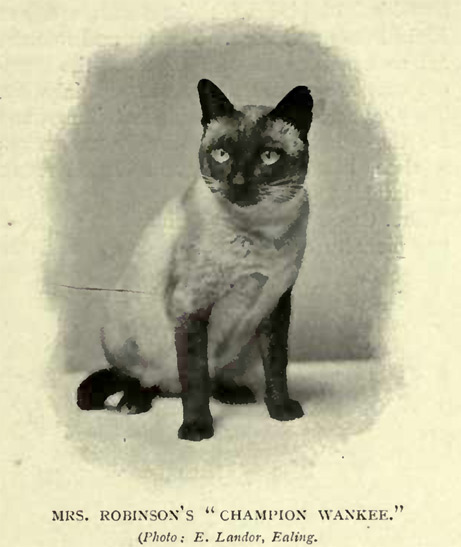
Champion Wankee di proprietà di Mrs Robinson; maschio Siamese di colore seal point dei primi del 1900
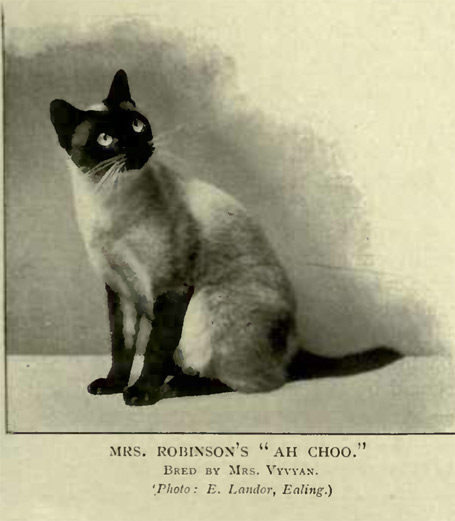
Ah Choo di proprietà di Mrs Robinson; femmina Siamese di colore seal point dei primi del 1900
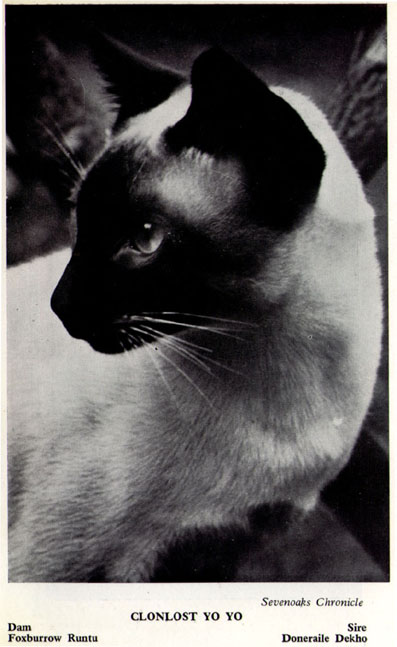
Clonlost Yo-Yo,  Siamese tradizionale seal point
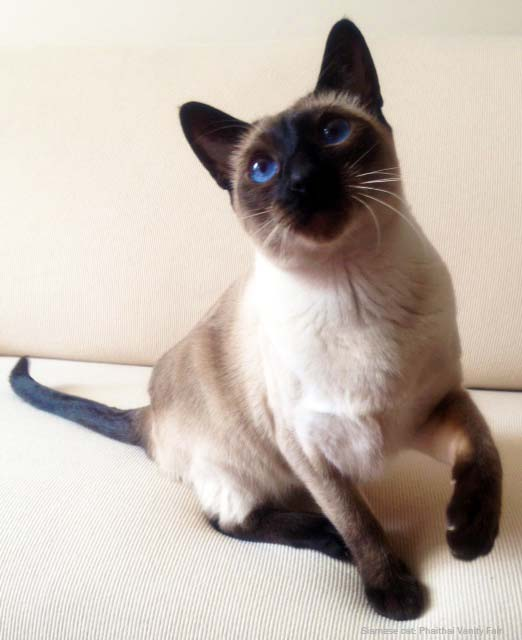
Phaithai Vanity Fair, Siamese tradizionale seal point
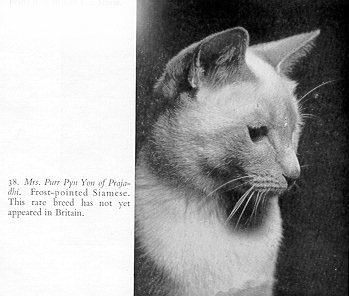
Mrs Purr Pyn Yon of Prajadhi, Siamese tradizionale lilac point
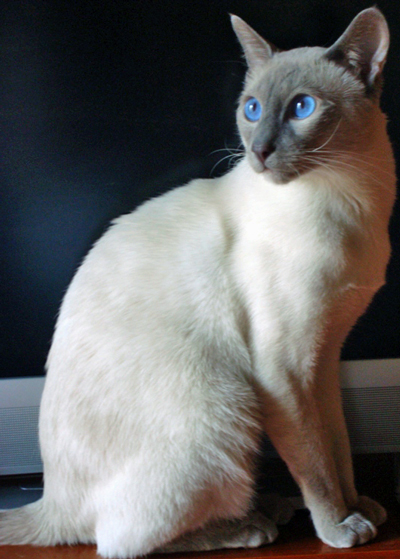
Sandypoints Chakri, Siamese tradizionale lilac point
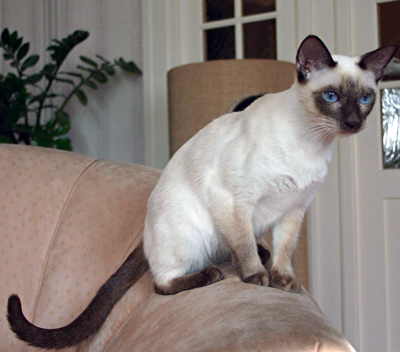
Phaithai Satya, Siamese tradizionale chocolate point
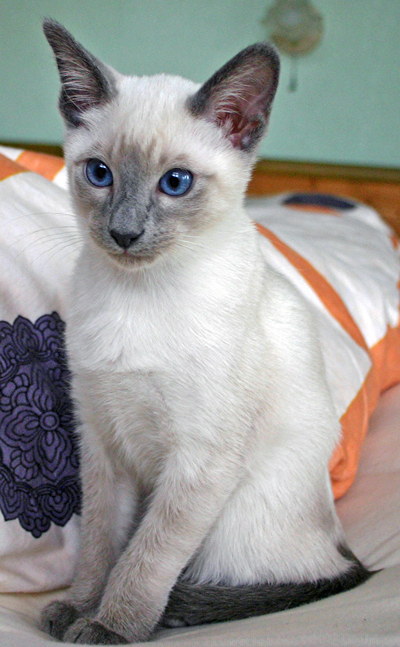
Weeko, Siamese tradizionale blue point